# 釧路市議会
釧路市議会 (くしろしぎかい) は、北海道釧路市に設置されている地方議会である。

## 概要

### 任期
4年

### 定数
28人

### 所在地
北海道釧路市黒金町7丁目5番地
釧路市役所本庁舎2階

### 委員会
- 議会運営委員会

#### 常任委員会
- 総務文教常任委員会
- 経済建設常任委員会
- 民生福祉常任委員会
- 予算決算常任委員会

#### 特別委員会
- 石炭対策特別委員会
- 都心部市街地整備特別委員会
- 議会広報特別委員会

### 定例会
- 年4回実施[2]
  - 2月
  - 6月
  - 9月
  - 12月

### 事務局
- 議会事務局
  - 議事課
    - 総務担当

## 会派
| 会派名           | 議員数 | 所属党派                | 議員名（◎は代表者）                                                                 | 女性議員数 | 女性議員の比率(%) |
| ---------------- | ------ | ----------------------- | ----------------------------------------------------------------------------------- | ---------- | ----------------- |
| 自民市政クラブ   | 9      | 自由民主党6 無所属3     | ◎草島守之 髙橋一彦 金安潤子 山口光信 大澤恵介 伊東尚悟 石割宗仁 齋藤賢之 夏堀めぐみ | 2          | 22.22             |
| 公明党議員団     | 5      | 公明党                  | ◎月田光明 松橋尚文 河合初恵 松原慶子 日ケ久保実                                     | 2          | 40                |
| 創志会           | 5      | 無所属                  | ◎松尾和仁 大越拓也 五十嵐誠 藤井若菜 畑中優周                                       | 1          | 20                |
| 市民連合議員団   | 4      | 立憲民主党3 社会民主党1 | ◎岡田遼 板谷昌慶 木村勇太 宮田団                                                    | 1          | 25                |
| 日本共産党議員団 | 4      | 日本共産党              | ◎村上和繁 梅津則行 西村雅人 小山秀人                                                | 0          | 0                 |
| 無所属           | 1      | 参政党                  | 木村隼人                                                                            | 0          | 0                 |
| 計               | 28     |                         |                                                                                     | 6          | 21.42             |

## 議員報酬等
| 役職   | 議員報酬        | 政務活動費 |
| ------ | --------------- | ---------- |
| 議長   | 月額 60万0000円 | 月額 4万円 |
| 副議長 | 月額 54万0000円 | 月額 4万円 |
| 議員   | 月額 49万0000円 | 月額 4万円 |

- 別途、年2回期末手当あり
- 政務活動費の残金は市に返還する義務がある
- 議員年金は2011年（平成23年）6月1日で廃止されている

## 定数の推移
「釧路市議会議員定数条例」によって定数が決められている。
- 2001年（平成13年）10月21日選挙 - 38人→34人
- 2007年（平成19年）4月22日合併選挙 - 1選挙区34人→3選挙区34人
- 2011年（平成23年）4月24日選挙 - 3選挙区34人→1選挙区28人

## 議会出身者
- 伊東良孝（衆議院議員・公選6代目旧釧路市長・初代釧路市長）
- 前田政八（衆議院議員・塩田町長）
- 佐藤国司（官選4・6・8代目旧釧路市長）
- 鰐淵俊之（公選4代目旧釧路市長）
- 綿貫健輔（公選5代目旧釧路市長）
- 蝦名大也（2代目釧路市長）